# Chinolony

Podstawowy szkielet chinolonów. Grupą R w pozycji 7 (kolor niebieski) jest zazwyczaj reszta piperazyny. Fluorochinolony zawierają atom fluoru, zwykle w pozycji 6 (kolor czerwony)

Chinolony, a także ich pochodne fluorochinolony − grupa chemioterapeutyków o działaniu bakteriobójczym.
Ich działanie przeciwbakteryjne zależy od inhibicji gyrazy DNA – bakteryjna topoizomeraza II oraz topoizomerazy IV. Podawane są doustnie, dobrze wchłaniają się z przewodu pokarmowego.

## Podział

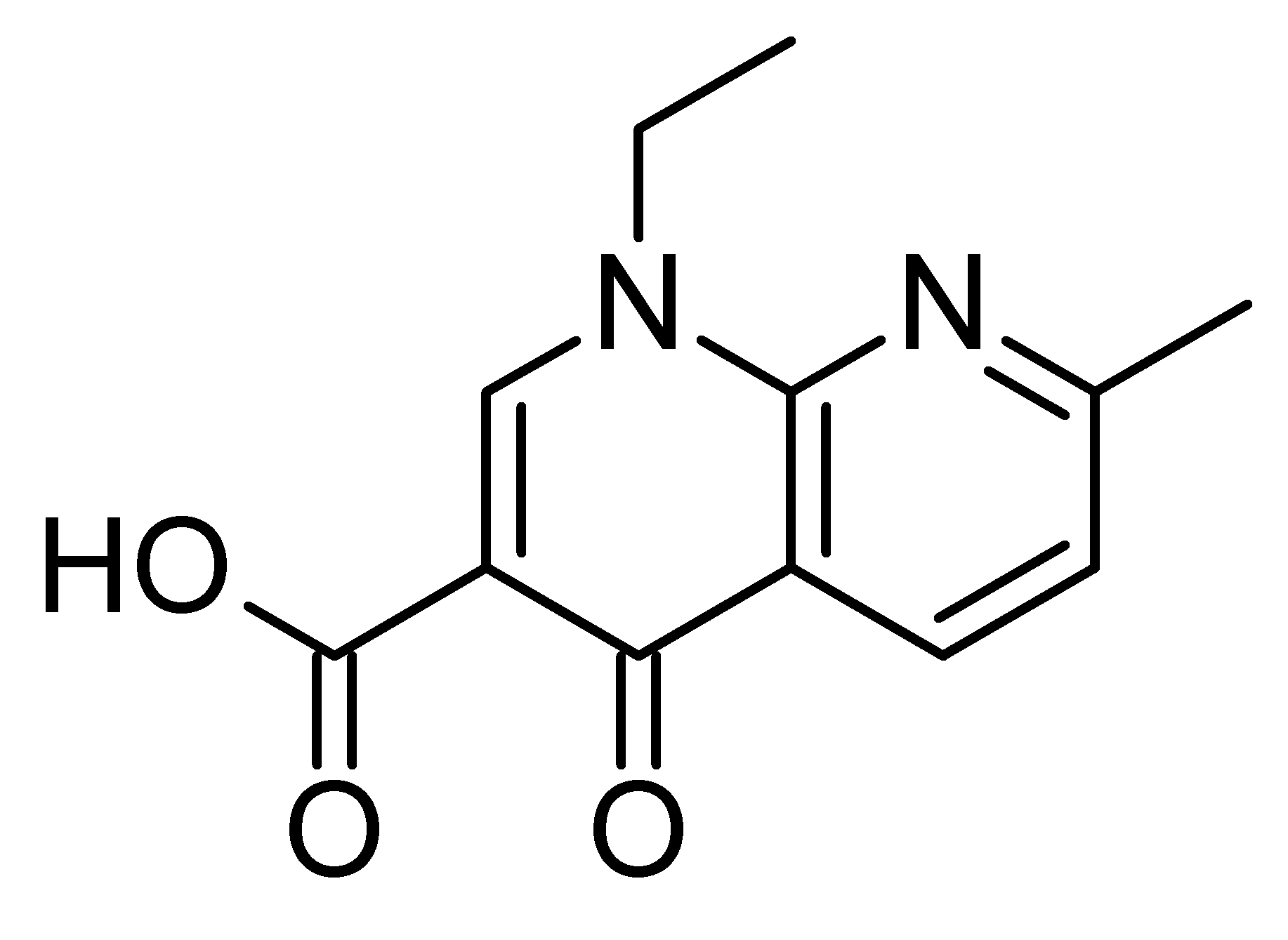
Kwas nalidyksowy

Ciprofloksacyna

Lewofloksacyna

Trowafloksacyna

Ta szeroka grupa antybiotyków jest podzielona na 4 grupy, zwane 
generacjami:
- I generacja (chinolony)
  - kwas nalidyksowy (Nevigramon)
  - kwas pipemidowy (Palin)
  - cinoksacyna
  - kwas oksolinowy
- II generacja (fluorochinolony)
  - pefloksacyna (Abaktal)
  - ciprofloksacyna (Proxacin, Cipropol, Cipronex, Ciprobay)
  - norfloksacyna (Nolicin)
  - ofloksacyna (Tarivid, Oflodinex, Zanocin)
  - fenoksacyna
  - fleroksacyna
  - lomefloksacyna
  - temafloksacyna
- III generacja (fluorochinolony)
  - grepafloksacyna
  - lewofloksacyna (Levoxa , Oftaquix, Tavanic[1])
  - pazufloksacyna
  - sparfloksacyna
  - tosufloksacyna
- IV generacja (naftyrydynochinolony)
  - gatyfloksacyna
  - moksyfloksacyna
  - klinafloksacyna
  - trowafloksacyna

## Zakres działania i wskazania terapeutyczne
Poza nielicznymi wyjątkami (np. kwas pipemidowy w zakażeniu dróg moczowych) chinolony pierwszej generacji nie są już stosowane. 
Fluorochinolony drugiej generacji stosowane są głównie w zakażeniach bakteriami Gram-ujemymi, działają też na patogeny atypowe (Chlamydia, Mycoplasma i Legionella). Wskazania do stosowania to głównie zakażenia powodowane przez Salmonella, Shigella, Legionella oraz Campylobacter a także zakażenia układu moczowego przez Pseudomonas aeruginosa i układu oddechowego u chorych na mukowiscydozę. Wrażliwe są również prątki Mycobacterium tuberculosis odpowiedzialne za wywoływanie gruźlicy. Paciorkowce i gronkowce są zwykle oporne. 
Fluorochinolony trzeciej generacji cechują się wyższą aktywnością wobec bakterii Gram-dodatnich, głównie gronkowców i paciorkowców, lecz mają mniejszą aktywność wobec bakterii Gram-ujemnych. Działają na patogeny atypowe silniej niż fluorochinolony drugiej generacji.
Chinolony czwartej generacji są aktywne głównie wobec bakterii beztlenowych i Gram-dodatnich oraz atypowych patogenów oddechowych.

## Działania niepożądane
Występują rzadko, lecz mogą przyjąć postać ciężkich reakcji zmuszających do odstawienia leku. Najczęściej są to zaburzenia ze strony przewodu pokarmowego (nudności, wymioty, biegunka).  Bardzo rzadko pojawiają się zaburzenia neurologiczne pod postacią bólów głowy, senności, zaburzeń widzenia, niepokoju a nawet psychozy i drgawek. Może dojść do uszkodzenia wątroby lub nerek. Istnieje ryzyko skórnych reakcji uczuleniowych, lecz najczęstszym objawem skórnym jest fototoksyczność, sprawiająca że podczas stosowania chinolonów należy unikać światła słonecznego. Z innych objawów obserwowano ból i obrzęk stawów, a także zaburzenia rytmu serca. 
Podkreśla się występowanie zwiększonego ryzyka uszkodzenie ścięgien (tendopatii - zapalenia lub zerwania ścięgna) w przypadkach systemowego stosowania fluorochinolonów. Szczególnie dotyczy to osób po 60. roku życia, po przeszczepie narządów i w trakcie leczenie kortykoidami.
Istotne jest też działanie uszkadzające tkankę chrzęstną (chondrotoksyczność), ograniczające stosowanie leków tej grupy u dzieci i młodzieży. 
Fluorochinolony mogą wpływać na niebezpieczne pogorszenie funkcji mięśni u pacjentów z miastenią. 
Według doniesień Europejskiej Agencji Medycznej (EMA) z listopada 2018 r. stosowanie antybiotyków z grupy chinolonów i fluorochinolonów może wiązać się z długotrwałymi skutkami ubocznymi w obrębie ścięgien, stawów, kości i układu nerwowego.

## Mechanizmy oporności bakteryjnej na chinolony
Oporność wykształca się na kilka różnych sposobów:
- poprzez mutacje genów kodujących topoizomerazy bakteryjne, będące punktami uchwytu chinolonów
- na skutek powolnej biodegradacji chinolonów w środowisku naturalnym co prowadzi do selekcji szczepów opornych
- przez skażenie środowiska pochodnymi ropy naftowej - bakterie wytwarzają mechanizmy eliminacji z komórki tych produktów, które usuwają również chinolony nawet jeśli dana bakteria nigdy się z tymi antybiotykami nie zetknęła.

Oporność szczególnie szybko narasta wśród bakterii Gram-dodatnich, u Enterobacteriaceae proces ten zachodzi wolniej.